# Drupadia lisiades
Drupadia lisiades är en fjärilsart som beskrevs av Hans Fruhstorfer 1912. Drupadia lisiades ingår i släktet Drupadia och familjen juvelvingar. Inga underarter finns listade i Catalogue of Life.